# Regino di Prüm
Reginone di Prüm (latinizzato come Reginus Prumiensis Abbas) (Altrip, 840 circa – Treviri, 915), fu abate benedettino dell'abbazia imperiale di Prüm, cronachista e teorico della musica.
Dall'892 fino all'899 fu abate di Prüm (il settimo) e dovette occuparsi della ricostruzione dell'abbazia dopo che la sua economia era stata devastata dai normanni.

## Biografia

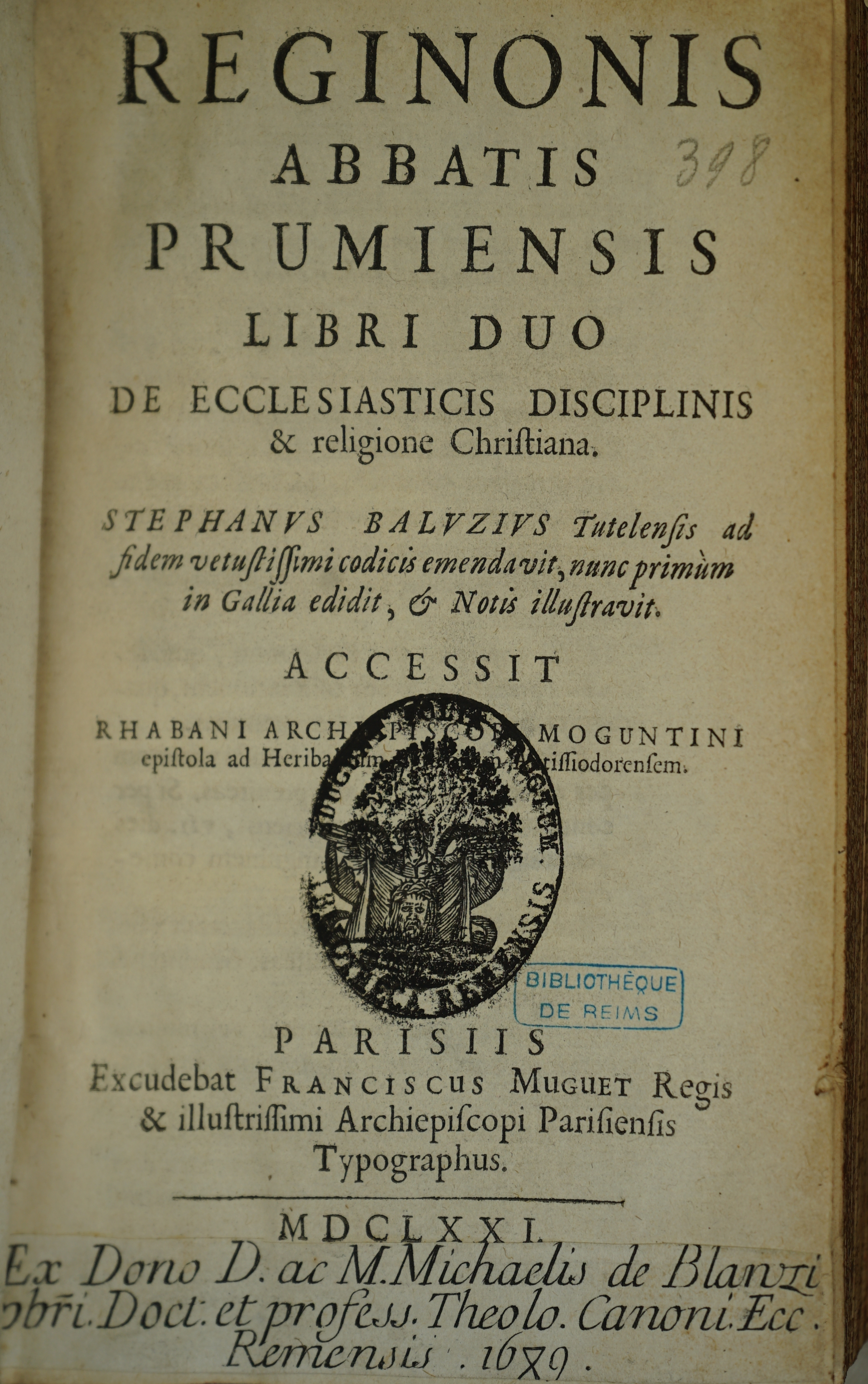
De ecclesiasticis disciplinis (edizione del 1671)

Nato nell'840 circa ad Altrip, dopo aver vissuto in altro monastero, divenne abate di Prüm nell'Eifel. La sua principale preoccupazione fu quella della ricostruzione economica gravemente compromessa dalle incursioni normanne, nel decennio 882 - 892.
Nel periodo in cui era in carica sorse, nell'893, il Prümer Urbar, un inventario descrittivo delle terre e dei beni di proprietà dell'Abbazia, un importante documento storico economico-sociale del medioevo ed allo stesso tempo la prima menzione documentale delle numerose località che a quei tempi entravano nella sfera di proprietà dell'Abbazia stessa.
Nell'899 dovette rinunciare al suo ufficio e rientrò nell'abbazia imperiale di San Massimino a Treviri. L'arcivescovo Radbodo di Treviri lo incaricò della riorganizzazione del monastero di San Martino, devastato dai Normanni. Dal 900 al 908 Reginone realizzò le opere che lo fecero passare alla storia come assistente spirituale e scrittore.
Alla sua morte nel 915 venne sepolto nell'Abbazia di San Massimino a Treviri.

## Opere

### Cronaca universale
A Treviri Reginone scrisse la sua cronaca universale Chronicon, probabilmente come testo per il re Ludovico IV il Fanciullo, l'ultimo re carolingio del regno della Franconia orientale. La Cronaca, suddivisa in due libri, va dalla nascita di Cristo fino al 906. Il primo libro arriva fino al 741, il secondo è particolarmente dedicato ai primi carolingi, franconi occidentali e lotaringi. In effetti esso definisce così l'Alto Medioevo, il cui culmine viene visto nel regno di Carlo Magno. Fino all'814 Reginone utilizzò le cronache di cronisti precedenti come Beda il Venerabile e Paolo Diacono, che rielaborò.
Dall'814 fino all'870 si fondò su fonti tramandate di incerta affidabilità, e per il periodo dall'870 al 906 passò alle sue dirette osservazioni. La Cronaca fu poi estesa fino al 967 da un monaco dell'Abbazia di San Massimino di Treviri, probabilmente Adalberto di Magdeburgo.

### Scritti sulla musica
Accanto alla Cronaca universale Reginone scrisse a Treviri importanti testi sulla musica, quali le Antifone ed i Responsori, per la prima volta secondo tonalità ordinate (Tonar), e scrisse il trattato di musica teorica De harmonica institutione.

### Testi giuridici
Merita anche una citazione il suo manuale per le visite episcopali dei tribunali De synodalibus causis et disciplinis ecclesiasticis, che attraverso l'introduzione dei testimoni del laicato nel processo secondo l'esempio del diritto civile, ottenne un'importanza rilevante non solo locale. Un elemento importante di questa opera è il  Canon episcopi, che si volge contro la credenza nelle streghe ed in particolare accusa quelle donne, che pregano la dea Diana. Qui egli prevedeva severe punizioni ecclesiastiche di almeno un anno.

## Edizioni delle opere
- (LA) De synodalibus causis et disciplinis ecclesiasticis, Paris, François Muguet, 1671.
- Regino, Chronik, in: Quellen zur karolingischen Reichsgeschichte, 3. Teil, herausgegeben von Reinhold Rau (FSGA 7), Darmstadt 1960, S. 179–319.
- Das Sendhandbuch des Regino von Prüm. herausgegeben und übersetzt von Wilfried Hartmann, (FSGA 42) Darmstadt 2004, ISBN 3-534-14341-8.
- Regino Prumiensis Abbas, De Harmonica Institutione', (PL 132).